# Абдуллахи, Абдирахман Мохамед
Абдирахман Мохамед Абдуллахи Ирро (сомал. Cabdiraxmaan Maxamed Cabdillaahi Cirro, араб. عبد الرحمن محمد عبد الله‎; род. 24 апреля 1955, Харгейса, Британское Сомали) — сомалилендский государственный и политический деятель. Президент Сомалиленда с 12 декабря 2024 года. Спикер Палаты представителей Сомалиленда (2005—2017). Соучредитель Партии справедливости и благоденствия, основатель и председатель партии «Ваддани».

## Биография
Абдирахман Мохамед Абдуллахи родился 24 апреля 1955 года в Харгейсе. Получив начальное и среднее образование в Буръо, Бербере и Харгейсе, перешёл в среднюю школу в Шихе и закончил её в 1977 год. Имеет степень магистра делового администрирования колледжа SIDAM и диплом Университета Харам по разрешению конфликтов.
С 1978 по 1981 год работал в Могадишо в организации «Социальное развитие».
Профессионально Абдуллахи работал в Агентстве по развитию поселений (Дан-вадаагаха) в разных частях Сомали. С 1981 года занимал должность в МИД Сомалийской Демократической Республики. Абдуллахи также служил в посольстве Сомали в качестве первого консульства в Москве. С мая 1988 по 1996 год был заместителем посла и временным поверенным в делах посольства Сомали в Москве.
В 1991 году был повторно назначен исполняющим обязанности посла Сомали в СССР. В этом качестве Абдуллахи помогал многим сомалийским эмигрантам, покинувшим Сомали после начала гражданской войны. Позже в 1996 году он переехал в Финляндию, чтобы присоединиться к своей семье, которая переехала туда за несколько лет до этого, и впоследствии получил финское гражданство. В 1999 году вернулся в Сомалиленд.
Абдирахман Мохамед Абдуллахи совместно с Фейсалом Али Варабе создал Партию справедливости и благоденствия (UCID). Впоследствии он был избран на парламентских выборах 2005 года в Сомалиленде, чтобы представлять UCID в Сахиле.
29 сентября 2005 года в Сомалиленде состоялись парламентские выборы. Партия справедливости и благоденствия заняла 3-е место, набрав 26,9 % голосов избирателей. Ирро стал одним из избранных членов парламента от Берберы.
В ноябре 2005 года был избран на должность спикера Палаты представителей. Занимал этот пост до 2 августа 2017 года, когда ушёл в отставку.
В 2011 году основал оппозиционную партию «Ваддани» после конфронтации с Фейсалом Али Варабе.
На президентских выборах 2017 года потерпел поражение кандидату от правящей партии «Кульмие» Мусе Бихи Абди, набравшему 55 % голосов.
На президентских выборах 2024 года Абдуллахи был избран президентом Сомалиленда в качестве кандидата от партии Ваддани. Он набрал почти 64 % голосов, в то время как действующий президент Муса Бихи Абди получил 35 %. Его инаугурация состоялась 12 декабря 2024 года.

## Личная жизнь
Владеет сомалийским, английским, арабским, русским и финскими языками. Женат, у пары есть пятеро детей.